# Bent Stuckert
Bent Stuckert (født 21. juli 1943) er en dansk journalist og politisk reporter.
Bent Stuckert kom i 1961 fra Vestkystens lokalredaktion i hjembyen Tønder til hovedredaktionen i Esbjerg, hvor han blev udlært som journalist. Fire år senere foreslog chefredaktøren, at Stuckert tog til avisens Københavnsredaktion. Her arbejdede han i næsten alle genrer: Han var lederskribent, lavede reportager om motorstof og anmeldte endda ballet på Det Kgl. Teater. 
Som blot 22-årig kom Bent Stuckert i 1965 til Danmarks Radio, hvor han med det samme fik det store ansvar at lave reportager fra Christiansborg. Han har været manden, der har krydsforhørt hele seks statsministre og en lang række andre politikere og dækket et utal af folketingsvalg.
Bent Stuckert holdt to års pause fra TV-avisens politiske redaktion for at virke som informationschef i Kommunernes Landsforening, og han har i en periode også leveret stof til Weekendavisen.